# Svendborg
Svendborg è una città della Danimarca situata nella regione della Danimarca Meridionale (Syddanmark).
È capoluogo e sede amministrativa del comune omonimo.
Svendborg si trova circa 40 a sud della città di Odense e si affaccia sullo stretto di Svendborg che separa l'isola di Fionia dall'isola di Tåsinge.